# Фельзума андаманська
Фельзума андаманська (Phelsuma andamanense) — гекон з роду Фельзум підродини Справжні гекони.

## Опис
Це невеликий гекон. Має стрункий тулуб. Колір шкіри може коливатися від темно смарагдового *на сонці) до майже чорного (у затінку). Загалом має яскраво—зелений колір. На спині присутні червоні цяточки та смужки. Самці мають хвіст синюватого або бірюзового кольору. По обидва боки морди тягнеться червонувато-коричневий смуга від ніздрів до вуха. Черево має яскраво-жовтий або майже білий колір. 

## Спосіб життя
Полюбляє лісисту місцину. Часто можна зустріти серед кокосових або бананових дерев, а також біля житла людини. Як й усі фельзуми активна вдень. Харчується комахами, дрібними членистоногими, фруктами, нектаром квітів. 
Це яйцекладні гекони. Статев зрілість наступає близько 1 року життя. Самки відкладають по 2 яйця на схилі пагорба у захищеному місці. За сезон буває до 6 кладок.

## Розповсюдження
Андаманська фельзума здебільшого мешкає на Андаманських, хоча зустрічається й на Нікобарських островах (Індія).